# فندق فينيسيا بيروت
يقع فندق فينيسيا بيروت التاريخي الفاخر ذو الـ 5 نجوم في حي مينة الحصن في بيروت، لبنان، في شارع فخر الدين بالقرب من كورنيش بيروت وعلى مسافة قريبة من منطقة بيروت المركزية، وعلى بعد بضعة كيلومترات من مطار بيروت رفيق الحريري الدولي،  تعد فينيسيا جزءًا من سلسلة فنادق إنتركونتيننتال العالمية، ولكنها أسقطت الاستخدام الفعلي لاسم السلسلة في عام 2012.

## التاريخ
تم بناء الفينيقية من قبل رجل الأعمال اللبناني نجيب صالحة، الذي أسس لا سوسيتيه دي جراند جراند دوبان (SGHL) في عام 1953، وصممها المهندس المعماري الأمريكي الشهير إدوارد دوريل ستون، بالتعاون مع المهندس المعماري الأمريكي جوزيف ساليرنو  والمهندسين المعماريين المحليين فرديناند داغر ورودولف إلياس. أظهر التصميم تأثيرات شامية في أسقفها العالية، وسلالمها الكاسحة وأعمدتها الفخمة،  وقد تم التعاقد مع الديكور والأثاث الداخلي للفندق مع شركة William M. Ballard في نيويورك،  التي صممها نيل برينس الذي كان مسؤولاً عن الديكور الداخلي لمعظم فنادق إنتركونتيننتال في ذلك الوقت.

## مجموعات فنية
عندما احتفلت فينيقيا بالذكرى الخمسين لتأسيسها، كشفت عن مجموعة من الأعمال الفنية المعاصرة، تضم أعمالاً من هوارد هودجكين وسام فرانسيس وجان ديبيتس وأندي جولدسوورثي وبول موريسون ودائرة الطين بقلم ريتشارد لونج.

## في فيلم
كمعلم في بيروت، ظهرت فينيقيا في العديد من الأفلام الروائية عبر تاريخها. تم عرضه في فيلم ميكي روني لعام 1965 Twenty-Four Hours to Kill [الألمانية] . في العامل 505: فخ الموت في بيروت (1966)، يبقى البطل في قصر المدينة الساحر. في Die Fälschung (1981) (العنوان باللغة الإنجليزية: دائرة الخداع)، يستخدم Volker Schlöndorff استخدامًا غامضًا للفينيسيا. يبدو أن الشخصيات تم إيواءها في الفندق بينما تضررت بالفعل بسبب الحرب. في الواقع، تم تصوير المشاهد الخارجية في الموقع، بينما تم تصوير المشاهد الداخلية في كازينو لبنان. جوانا Hadjithomas وخليل Joreige ' Je veux voir [الإنجليزية]  (العنوان باللغة الإنجليزية: أريد أن أرى) (2008)، يبدأ في الطابق الأخير من فينيسيا: تقول كاثرين دينوف إنها تريد أن ترى تدمير حرب لبنان 2006.

## معرض

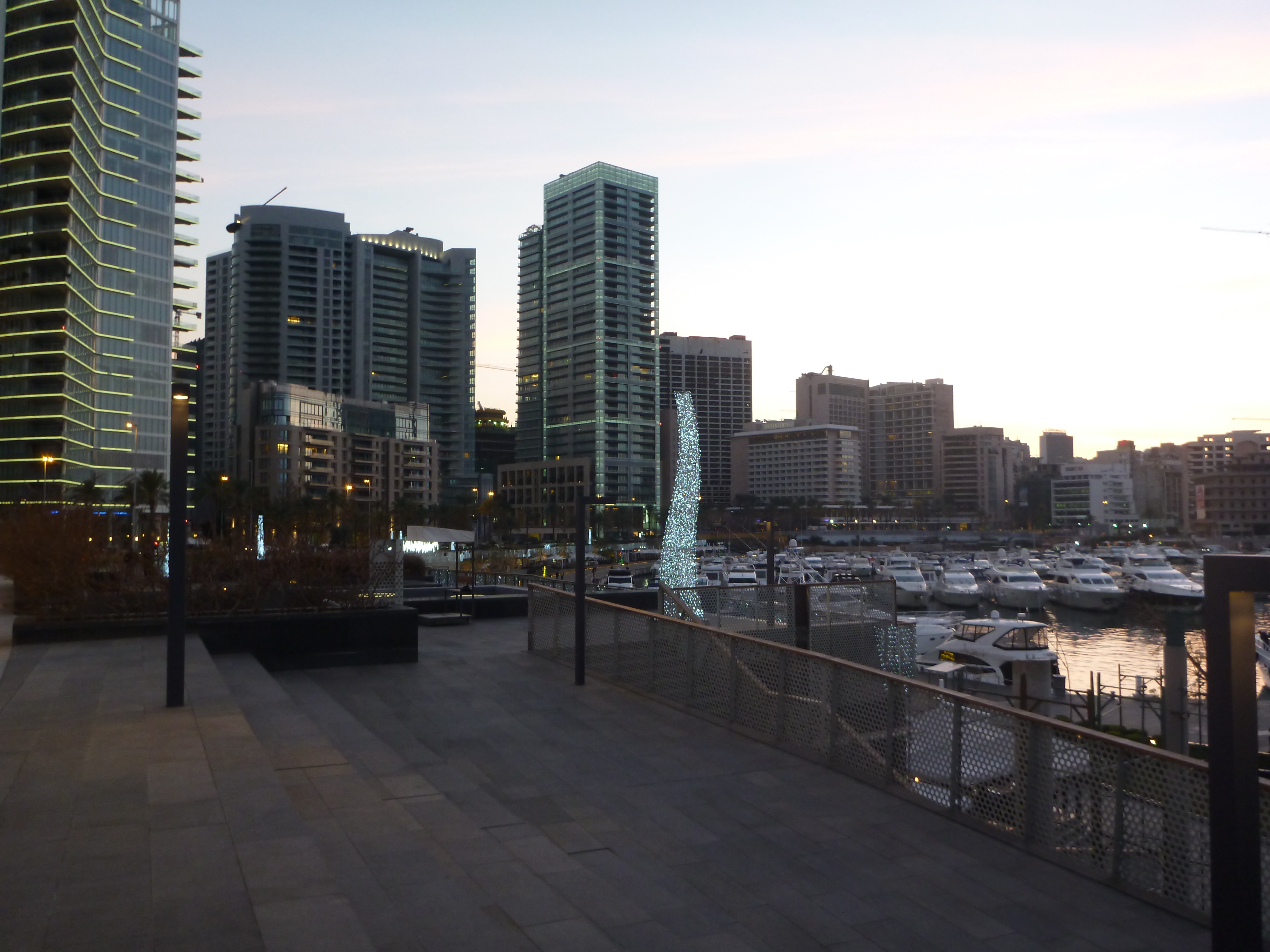
خليج سانت جورج بما في ذلك فينيقيا، على اليمين

## روابط خارجية
- الموقع الرسمي